# Giovanni Roveda
Giovanni Roveda (Mortara, 4 giugno 1894 – Torino, 17 novembre 1962) è stato un antifascista, sindacalista e politico italiano.
Fu il primo sindaco di Torino dopo la Liberazione, segretario generale del sindacato FIOM, membro della direzione nazionale del PCI, che aveva contribuito a fondare, e Senatore della Repubblica.

## Biografia
Si trasferì giovanissimo a Torino, dove trovò lavoro come operaio in litografia. Nel 1909 entrò nella Gioventù socialista e negli anni seguenti partecipò alle dimostrazioni popolari prima contro la guerra di Libia (1911) e poi contro la prima guerra mondiale (1914). Richiamato alle armi nel 1915 come sergente di fanteria, non fu inviato al fronte per il suo orientamento politico. Attivo in politica e nel sindacato, nel 1919 diventò segretario nazionale della Federazione italiana lavoranti in legno. In seguito diventò dirigente della sezione socialista di Torino e collaboratore de L'Ordine Nuovo. Nel 1920 capeggiò l'occupazione delle fabbriche e, nel 1921, fu tra i fondatori del Partito Comunista. Segretario generale della Camera del Lavoro di Torino, con l'avvento del fascismo fu aggredito ripetutamente dagli squadristi.
In seguito alle Leggi eccezionali del 1926, Giovanni Roveda, che faceva parte del Comitato centrale del Partito comunista d'Italia, venne arrestato. Il 20 febbraio 1928 fu condannato dal Tribunale speciale (con Antonio Gramsci, Umberto Terracini ed altri dirigenti del partito) a vent'anni e quattro mesi di carcere.
Recluso nel carcere di Portolongone (isola d’Elba), il 7 settembre 1929 rifiutò di associarsi alla domanda di grazia presentata dalla madre. Subì una serie di trasferimenti in varie carceri: a Volterra (febbraio 1931), a Finale Ligure (maggio 1932), a Finalborgo, infine a Castelfranco Emilia, dove diresse il ‘collettivo’ comunista. Fu scarcerato il 1º marzo 1937, grazie a un riconteggio della pena a seguito di amnistie e condoni, ma già il 14 aprile, per «mancanza di segni di ravvedimento», fu mandato al confino a Ponza e poi a Ventotene, dove rimase fino al marzo del 1943, quando riuscì a fuggire approfittando di un permesso per visitare la moglie malata. Per sostenere la famiglia con parte del sussidio giornaliero istituito nel 1926 per i confinati, si costrinse a un rigido regime alimentare, perdendo circa quaranta chili.
Una volta evaso si nascose inizialmente nel Biellese. Dopo il 25 luglio 1943 e la caduta del fascismo si spostò a Roma, dove insieme con il socialista Bruno Buozzi e il democristiano Gioacchino Quarello si impegnò a preparare la Confederazione generale del lavoro unitaria. I tre furono inoltre designati dal ministro del lavoro Piccardi al vertice dell'"Organizzazione dei lavoratori dell'industria" (che, come tutti i sindacati di origine corporativa, il governo Badoglio intendeva ricostruire affidandolo alle forze democratiche): Buozzi divenne commissario, Roveda e Quarello vicecommissari. I tre commissari sindacali accettarono l'incarico a condizione di mantenere la propria indipendenza politica rispetto al governo, nei confronti del quale rivendicarono l'immediata scarcerazione dei detenuti politici, il ripristino della piena libertà di stampa e la sollecita conclusione di un armistizio con gli Alleati. 
A seguito della caduta del fascismo, presero il via nell'Italia settentrionale una serie di scioperi e di agitazioni contro i razionamenti alimentari e la prosecuzione della guerra, che culminarono nello sciopero generale di Torino del 18-20 agosto. Buozzi e Roveda si recarono a Torino con il ministro Piccardi per definire una trattativa che portasse alla conclusione dello sciopero, dalla quale scaturì il maggior risultato raggiunto sul terreno sindacale durante i "quarantacinque giorni" del primo governo Badoglio. 
Infatti, il 2 settembre 1943 fra le Confederazioni dei lavoratori dell'industria e la Confederazione degli industriali venne siglato l'accordo che ripristinò le norme sindacali soppresse dai fascisti con il Patto di Palazzo Vidoni a Roma, stipulato fra la Confindustria e la Confederazione fascista delle corporazioni il 2 ottobre 1925, all’indomani della vittoria dei comunisti nelle elezioni delle Commissioni interne del 1924 alla Fiat. Il nuovo accordo, che prese il nome di "patto Buozzi-Mazzini", reintrodusse, dopo 18 anni, il diritto dei lavoratori ad eleggere nei luoghi di lavoro le Commissioni Interne, attribuendo alle stesse anche poteri di contrattazione collettiva a livello aziendale. Alle elezioni delle commissioni interne tenutesi nell'Italia del Sud alla fine del 1943 furono chiamati a esprimersi, diversamente da come accadeva prima, tutti i lavoratori e non solamente gli iscritti al sindacato.
Dopo l'armistizio dell'8 settembre Roveda trovò rifugio nel "Seminario Pontificio Lombardo", che godeva dell'extraterritorialità vaticana, ma nel dicembre del 1943 vi fu arrestato dalla banda Koch. Fu poi trasferito nel Carcere degli Scalzi a Verona. Come ricorda il giornalista Carlo Silvestri i tedeschi ne volevano la condanna a morte per l'attività politica e sindacale svolta dopo la caduta di Mussolini, ma in suo favore si mosse il Ministro di Grazia e Giustizia della RSI Piero Pisenti che, esaminato il caso, lo sottopose a Mussolini. Mussolini e Pisenti giunsero alla conclusione che contro Roveda non si sarebbe sporta denuncia e pertanto egli non sarebbe stato processato. Roveda fu mantenuto sotto custodia nel carcere di Verona che era gestito dalle autorità della RSI e non fu consegnato ai tedeschi.
Fu liberato il 17 luglio 1944 da un gruppo di sei militanti dei GAP guidati dal comandante garibaldino Aldo Petacchi. Dopo essere riusciti a liberare Roveda, i partigiani dovettero impegnare un aspro scontro a fuoco contro i militari fascisti repubblicani durante il quale tutti vennero feriti e due, Lorenzo Fava e Danilo Preto, furono uccisi. Nonostante queste perdite l'azione ebbe successo, i superstiti riuscirono a fuggire e Roveda venne trasferito prima a Milano e poi a Torino.
Roveda non voleva essere liberato in quanto sapeva che questo avrebbe scatenato una scia di sangue dietro di lui e raccomandava alla moglie, in contatto con i partigiani veronesi, di non prestarsi a questa azione che invece avvenne.
Infatti, non fu riconoscente di questa liberazione ai partigiani veronesi, come si lamentò in alcune interviste all'Arena di Verona uno dei protagonisti, Emilio Moretto detto Bernardino. Lo stesso Moretto riconosce in questo assalto il forte segnale politico e di rivolta.

Giovanni Roveda, in primo piano a destra, in piazza Vittorio a Torino il 6 maggio 1945. A sinistra Franco Antonicelli e al centro il Generale Alessandro Trabucchi

Nell'aprile 1945 partecipò alle cinque giornate di Torino, la liberazione della città ad opera dalle formazioni partigiane. Il 28 aprile 1945, nel pieno dell'insurrezione, il CLN della regione Piemonte (CLNRP) nominò Roveda sindaco di Torino a capo di una "Giunta Popolare" rappresentativa di tutte le forze politiche democratiche, mentre il socialista Pier Luigi Passoni venne nominato prefetto e Giorgio Agosti, esponente di spicco del movimento "Giustizia e Libertà", questore. Dopo l'ingresso in città del comando militare alleato (1º maggio 1945) e la resa del generale tedesco Schlemmer, il 3 maggio 1945 avvenne l'insediamento ufficiale della nuova giunta. La nuova amministrazione popolare della città comprendeva tra gli altri Ada Gobetti (vedova di Piero), Gioacchino Quarello (democristiano) e Domenico Chiaramello (socialista), vicesindaci, e il futuro premio Nobel Renato Dulbecco (azionista).

A partire dal 1923, con l'avvento del fascismo, Torino aveva subito sei anni di commissariamento e sedici di governo dei podestà: le ultime elezioni municipali si erano svolte un quarto di secolo prima, nel 1920.
Roveda rimase sindaco di Torino fino al 1946, quando fu eletto deputato alla Costituente. Nel frattempo era ritornato all'attività sindacale: diresse prima la Camera del Lavoro di Torino, poi (dal 1946 al 1956) la FIOM nazionale e infine, dal 1956, la "Federazione sindacale mondiale dei metallurgici". Fu anche membro della Direzione del PCI, senatore (di diritto dal 1948, rieletto nel 1953), presidente dell'INCA (Istituto Nazionale Confederale di Assistenza) dal 1953 al 1956.
Morì il 17 novembre 1962 a Torino in seguito a una flebite, provocata da un proiettile che l'aveva colpito durante l'evasione dal Carcere degli Scalzi e che non era stato possibile estrargli.
In molte città italiane gli sono state intitolate strade e associazioni di lavoratori, prima fra tutte nella sua Torino, dove gli è stata dedicata una via nel costruendo quartiere al momento della sua morte di Mirafiori Sud.